# Snowflakes
Pour les articles homonymes, voir Snowflake.
Albums de Toni Braxton
The Heat
(2000) More Than a Woman
(2002)
Singles
1. Snowflakes of Love
Sortie : 2001
2. Christmas In Jamaica
Sortie : 18 décembre 2001

Snowflakes est le premier opus de Noël de la chanteuse américaine Toni Braxton, sorti le 23 octobre 2001. L’opus, composé généralement de chants traditionnels, s'érige à la 9e position du Billboard 200, en se vendant à 538 000 exemplaires, rien qu'aux États-Unis.
L'album génère deux singles : Snowflakes of Love, qui s'érige à la 25e place du Billboard Adult Contemporary et Christmas In Jamaica en featuring Shaggy, qui émerge à la 3e position du Billboard Bubbling Under R&B/Hip-Hop Singles.

## Historique
Après avoir obtenu un succès de par son troisième opus The Heat, Toni en profite pour sortir son 1er album de Noël.

## Singles
En 2001, elle commercialise Snowflakes of Love, qui s'érige à la 25e place du Billboard Adult Contemporary. Cependant, il n'y aucun vidéoclip pour ce single.
Le 18 décembre 2001, elle publie un second single de l'opus, intitulé Christmas In Jamaica, avec la participation de Shaggy, qui émerge à la 3e position du Billboard Bubbling Under R&B/Hip-Hop Singles. Cependant, il n'y a aucun vidéoclip pour ce single.

## Performance commerciale
L'album s'érige à la 9e position du Billboard 200 en se vendant à 538 000 exemplaires dans les premiers temps.

## Liste des titres et formats
| No  | Titre                                           | Producteur(s)                                               | Durée |
| --- | ----------------------------------------------- | ----------------------------------------------------------- | ----- |
| 1.  | Holiday Celebrate                               | Keri Lewis, Toni Braxton                                    | 3:59  |
| 2.  | Christmas In Jamaica (featuring Shaggy)         | Keri Lewis, Toni Braxton, Donnie Scantz, Shaggy, Craig Love | 4:23  |
| 3.  | Snowflakes of Love                              | Keri Lewis, Toni Braxon                                     | 4:25  |
| 4.  | Christmas Time Is Here                          | Daryl Simmons, Toni Braxton                                 | 4:11  |
| 5.  | Santa Please…                                   | Keri Lewis, Toni Braxton                                    | 4:33  |
| 6.  | Pretty Please (Interlude)                       |                                                             | 1:01  |
| 7.  | Have Yourself a Merry Little Christmas          | Keri Lewis, Toni Braxton                                    | 4:35  |
| 8.  | This Time Next Year                             | Daryl Simmons, Babyface, Toni Braxton                       | 4:23  |
| 9.  | The Christmas Song                              | LA Reid, McArthur                                           | 3:23  |
| 10. | Snowflakes Of Love (Brent Fischer Instrumental) | Keri Lewis, Toni Braxton                                    | 4:37  |
| 11. | Christmas In Jamaica (Remix, featuring Shaggy)  |                                                             | 3:39  |

Sample credits
- Snowflakes of Love contient des éléments et un sample et des parties de Now We're One d'Earl Klugh.

## Classement hebdomadaire
| Chart (2013)              | Peak position |
| ------------------------- | ------------- |
| US Billboard 200          | 43            |
| US Top Holiday Albums     | 8             |
| US Top R&B/Hip-Hop Albums | 11            |

## Classement international
| Chart (2001)                          | Peak position |
| ------------------------------------- | ------------- |
| Allemagne                             | 92            |
| U.S. Billboard 200                    | 119           |
| U.S. Billboard Top R&B/Hip-Hop Albums | 57            |
| U.S. Billboard Top Holiday Albums     | 9             |